# Famille de La Poype
Ne doit pas être confondu avec Famille Paulze d'Ivoy de La Poype.
La famille de La Poype (ou de La Poipe), est une famille éteinte de la noblesse française, originaire du Dauphiné. Sa filiation remonte à 1150 et elle s'est éteinte en 1851 avec Jean François de La Poype, mort sans postérité masculine.
La famille Paulze d'Ivoy relève le nom sous la forme Paulze d'Ivoy de La Poype en 1864.

## Héraldique
| Armes La Poype | Les armes de la famille de La Poype se blasonnent ainsi : De gueules, à la fasce d'argent,. Cimier: Un sauvage de carnation, naissant, ayant une épée haute en la main droite & une massue hasse en la gauche. Support : Deux sauvages de même. Devise : NEC TEMERE, NEC TIMIDE. Cri : LA POYPE. |

## Histoire
La famille de La Poype est originaire de la région du Viennois, en Dauphiné, où elle a possédé pendant plus de cinq siècles le château de Serrières.
D'après Henri Jougla de Morenas : « La famille de La Poype, qui remontait sa filiation à 1150, avait pour auteur Giraudet de La Poype, allié à Eléonore de Tournon, dont l'arrière-petit-fils Etienne, connétable du Dauphin en 1272, laissa 2 fils. Le cadet, Guillaume, fut l'auteur de la ligne puînée de St-Julien, éteinte en 1751, qui donna les Barons de La Cueille, de Pomiers et les Comtes de St-Julien (Lettres Patentes de 1739). L'aîné, Etienne, est l'auteur de la ligne de Serrières, qui se subdivisa en 1569 en 2 branches. La branche aînée donna les barons de Corsant (création en 1621) et les comtes de Serrières (Lettres Patentes en 1646) », et la branche cadette des marquis de Vertrieux.
La famille se met au service du roi de France à partir de la guerre de Cent Ans.
En 1638, Melchior de La Poype-Saint-Jullin acquiert la seigneurie de Crémieu. Elle reste dans la famille jusqu'en 1752, année de la mort de Marie-Anne de La Poype-Saint-Jullin, marquise d'Ornacieux. Par testament, Crémieu passe à Louis-Angélique, comte de Dizimieu.
À la fin du XVIIe siècle, le chef de la branche aînée est représentée par Artus-Joseph de La Poype-Saint-Jullin, dit le président de Grammont (1653-1739),. Ce dernier est conseiller au Parlement de Metz, en 1677, puis président à mortier au Parlement de Grenoble, en 1682, puis finalement premier président de la cour de 1730 jusqu'à sa mort. Les branches cadettes sont représentées par le comte de Serrières, baron de Corsant en Bresse (à Pont-de-Veyle, Perrex), et par le seigneur de Vertrieu(x).
Artus-Joseph de La Poype-Saint-Jullin est désigné comme héritier de son oncle, Pierre de La Poype-Saint-Jullin,.
En 1739, la famille obtient l'érection de la seigneurie de Saint-Jullin (Saint-Julien) en comté.
Agathe de La Poype, fille de Jean-François de La Poype († 1851) et dernière du nom, épouse, en 1810, le préfet Jacques-Christian Paulze d'Ivoy, pair de France,. Leurs descendants, Roland Paulze d'Ivoy, préfet, et son frère, Antoine-Jean-Christian Paulze d'Ivoy, obtiennent l'autorisation de relever le nom de La Poype, par décret du 5 novembre 1864, sous la forme Paulze d'Ivoy de La Poype.

## Filiations
Branche aînée,
- Abel de La Poype, baron de Corsant, ∞ Claudine de Disimieu :
  - Henri de La Poype, comte de Serrières, ∞ Marguerite Prunier de Saint-André :
    - François de La Poype, comte de Serrières, ∞ Thérèse Montagu de Boutavent :
      - Jean-Claude de La Poype, baron de Corsant.
      - Claude (Louis-Claude-Marie) de La Poype, comte de Serrières, baron de Corsant, ∞ Marie-Claudine de Loriol :
        - Louis de La Poype, comte de Serrières, ∞ Marguerite-Gabrielle de Vallin :
          - Louis-Gabriel de La Poype, mort sans postérité.
          - Christophe de La Poype, mort sans postérité.
          - Eléonore, religieuse.
          - Fanny, religieuse.
          - Adélaïde († 1859).
          - Alexandrine, religieuse.

        - Jean François de La Poype (1758-1851), comte de La Poype, connu sous le nom baron de La Poype, ∞ Jean-Thérèse Fréron :
          - Eugène de La Poype († 1817).
          - Agathe de La Poype, ∞ (1810) Jacques-Christian Paulze d'Ivoy.

        - N. de La Poype, religieuse.

      - Claudine de La Poype.
      - Polixène de La Poype.
      - Gabrielle de La Poype.
      - Marie-Angélique de La Poype, ∞ Louis-Angélique, comte de Disimieu.

    - Henri de La Poype, mort sans postérité.

  - Jérôme de La Poype, mort sans postérité.
  - Adrien de La Poype.
  - Abel de La Poype, religieux.
  - Plusieurs filles.

Branche de Vertrieu
- Balthasard de La Poype, vivant en 1610, ∞ Françoise de La Balme, dame de Vertrieu.

- François de La Poype, seigneur de Vertrieu, ∞ Louise de Seyturier :
  - François-Joseph de La Poype, seigneur de Vertrieu, ∞ Lucrèce de Foudras-Courcenay (sa cousine) :
    - François-Louis de La Poype, seigneur de Vertrieu, ∞ (1720) Marie-Anne Forest :
      - Louis-Armand de La Poype de Vertrieu, ∞ N.N. :
        - Élisabeth-Thérèse de La Poype, ∞ comte de Boulainvillers.

  - Polixène de La Poype-Vertrieu, ∞ Jean-Claude Montagu.

Branche de La Poype-Saint-Jullin,
- Melchior de La Poype-Saint-Jullin, comte de Crémieu, baron de la Cueille.
  - Pierre de La Poype-Saint-Jullin, comte de Crémieu, baron de la Cueille, sans postérité.
  - Louis de La Poype-Saint-Jullin, ∞ Marguerite Pascal, dame de Malatrait et de Grammont.
    - Artus-Joseph de La Poype-Saint-Jullin-Grammont (1653-1739), ∞ (1685), Anne-Françoise de Grolée-Viriville :
    - Louis-Joseph de La Poype-Saint-Jullin (1686-1747), comte de Saint-Jullin, ∞ Claude de Thésut :
      - Artus-Joseph II de La Poype-Saint-Jullin (1720-1751), comte de Saint-Jullin, sans postérité.

    - Marie-Anne de La Poype-Saint-Jullin (-1752), ∞ Jean-Dominique de la Croix de Chevrières de Sayve, marquis d'Onacieux.

## Personnalités

### Branche des comtes de Serrières (branche aînée)
- Jean François de La Poype (1758-1851), général français de la Révolution et de l’Empire[5].

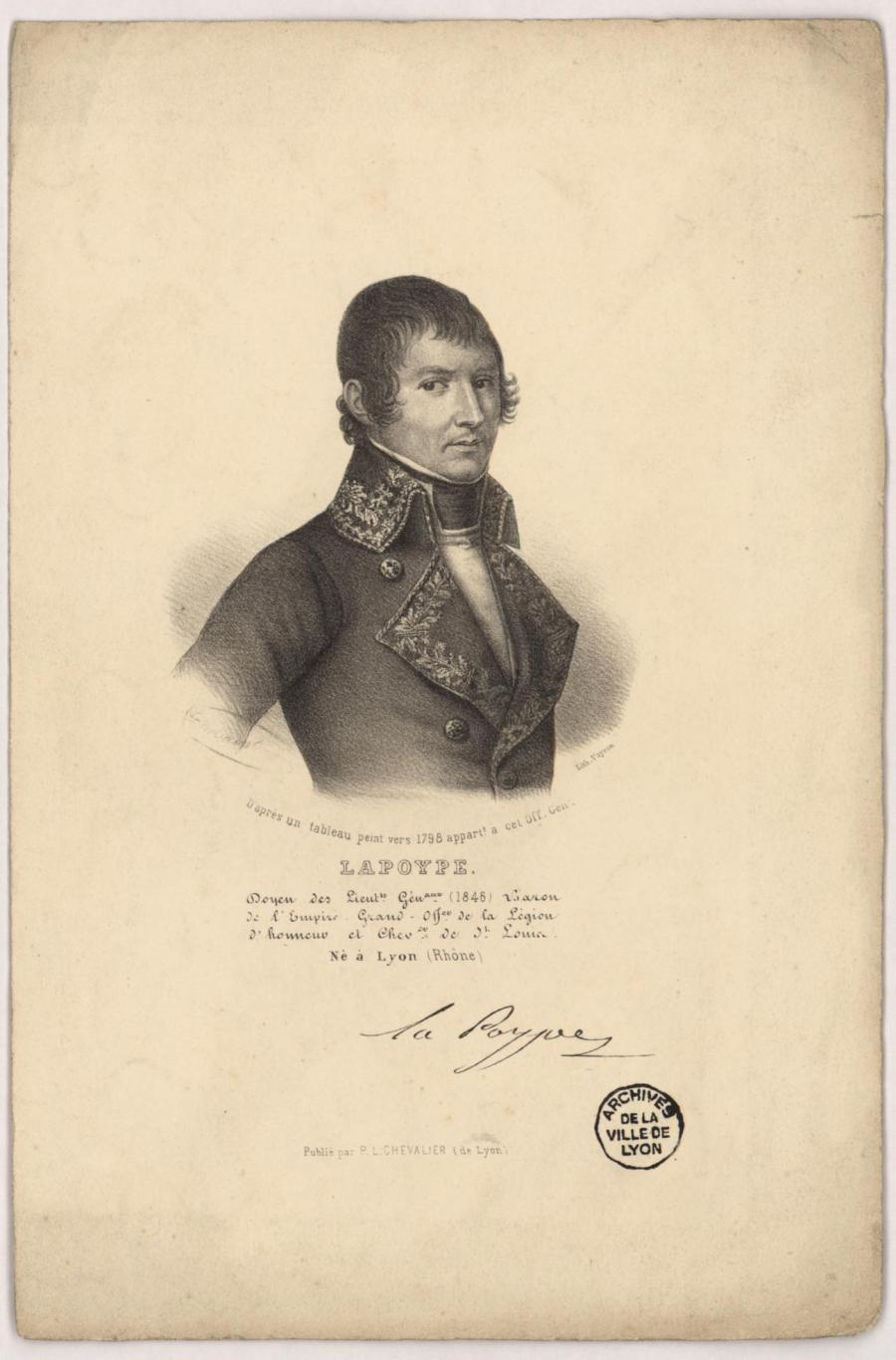
Jean François de La Poype (1758-1851)

### Branche des seigneurs de Vertrieu(x)
- Jean-Claude de La Poype de Vertrieu (1655-1732), évêque de Poitiers
- Louis-Armand de La Poype de Vertrieux (1721-1801), chef d'escadre de la marine royale

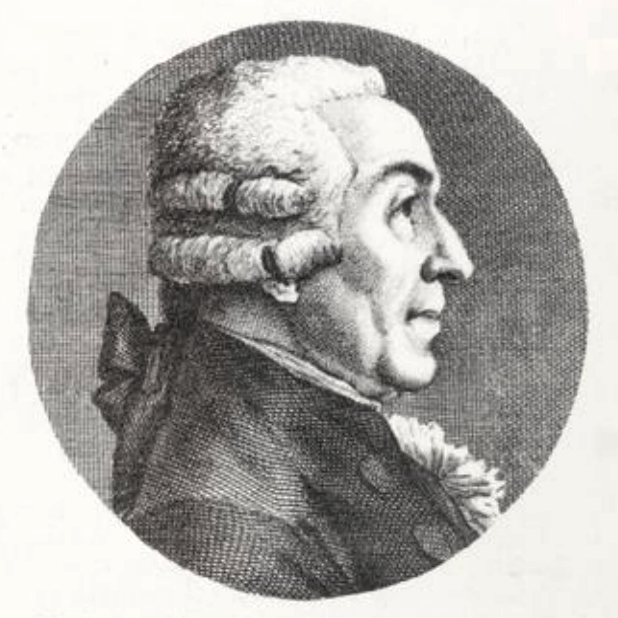
Louis-Armand de La Poype de Vertrieux (1721-1801)

### Branche des barons de la Cueille
Gustave de Rivoire de La Bâtie (1828-1895 ?) indique qu'ils sont seigneurs de Saint-Jullin, Crémieu, Réaumont, Montagnieu et « séparés depuis un temps immémorial de celle de Serrières ».
- Étienne de La Poype (vivant en 1260), chevalier, connétable pour la terre et la baronnie de la Tour-du-Pin, par le dauphin de Viennois, Humbert Ier[1],[9].

- Pierre de La Poype-Saint-Jullin, fils de Melchior de La Poype-Saint-Jullin, comte de Crémieu, baron de la Cueille, sans postérité[7].
- Louis de La Poype-Saint-Jullin († 1678), frère du précédent, seigneur de Creyers, Chozeau et Poisieu, lieutenant-colonel au régiment des Disguières, gouverneur du fort Barraux, célibataire[7].

- Louis de La Poype-Saint-Jullin, président au Parlement du Dauphiné (1655)[5].
  - Joseph-Artus de La Poype, son fils, président au Parlement du Dauphiné (1683)[5].
    - Louis de La Poype, son fils, président au Parlement du Dauphiné (1655)[5].

- Artus-Joseph de La Poype-Saint-Jullin (1653-1739), dit le président de Grammont, premier président du Parlement du Dauphiné (juin 1730)[7],[5].
  - Louis-Joseph de La Poype-Saint-Jullin (1686-1747), son fils, comte de Saint-Jullin, seigneur de Réaumont, Grammont, Crémieu, Poisieu, etc. (Dauphiné) et des baronnies de Poncin, Cerdon, la Cueille (Bugey), conseiller au parlement du Dauphiné (1705, avec dispense d'âge et de parenté)[7].
    - Artus-Joseph II de La Poype-Saint-Jullin (1720-1751), son fils, comte de Saint-Jullin, conseiller au Parlement (1740, avec dispense d'âge et de parenté), président à mortier (1745, résigne la même année)[7].

### Religieux
- Chanoines de Saint-Chef[4].
- Six chanoines et chanoines-comtes, au sein du Chapitre de Saint-Jean de Lyon, entre les XIIIe et XVIIe siècles[10].
- Chevaliers, grands prieurs, commandeurs de l'ordre de Saint-Jean de Jérusalem[4],[11] :
  - Adrien de La Poype (de) Serrières, commandeur de Saint-Georges de Lyon, commandeur du Temple de Vaulx (1678-1723, Vaulx-Milieu)[12]